# Constantin Barbu
Constantin Barbu (Galați, 16 maggio 1971) è un ex calciatore rumeno, di ruolo centrocampista.

## Palmarès

### Club

#### Competizioni nazionali
- Campionato rumeno: 1

Rapid Bucarest: 1998-1999